# Marcel Lepan
Marcel Pierre Lepan (ur. 14 września 1909 w Boulogne-sur-Mer, zm. 10 marca 1953 tamże) – francuski wioślarz, srebrny medalista olimpijski.
Wystąpił na igrzyskach olimpijskich w Paryżu w 1924, gdzie Francuzi w składzie: Eugène Constant, Louis Gressier, Georges Lecointe, Raymond Talleux i Marcel Lepan zdobyli srebrny medal w czwórkach ze sternikiem. W finale Francuzi o 3,2 sekundy przegrali ze Szwajcarii. Na tej samej imprezie wystartował też w dwójkach ze sternikiem, razem z Constantem i Talleux zajmując czwarte miejsce. Walkę o brązowy medal Francuzi przegrali z osadą Stanów Zjednoczonych. Były to jego jedyne starty olimpijskie.